# 네리마카스가초역
네리마카스가초역(일본어: 練馬春日町駅, ねりまかすがちょうえき)은 일본 도쿄도 네리마구 카스가초 3초메에 있는 철도역이다. 역 번호는 E 37이다.

## 구조
섬식 승강장으로 1면 2선의 지하역이다.
| 1 | ○ 도영 지하철 오에도 선 | 도초마에・롯폰기・다이몬 방면 (이다바시・료고쿠 방면은 도초마에 역에서 환승) |
| 2 | ○ 도영 지하철 오에도 선 | 히카리가오카 방면                                                            |

## 이용 현황
- 2008년도의 1일 평균 승차 인원 18,721명.

## 역 주변
- 도쿄 도립 네리마 고등학교
- 네리마 구립 카스가초 도서관
- 도쿄 도 국도 441호 이케부쿠로 선
- 도쿄 지하철 유라쿠초 선 헤이와다이 역(북동쪽 1.4 km 지점)

## 역사
- 1991년 12월 10일: 영업 개시.
- 2000년 4월 20일: 도영 12호선을 오에도 선으로 노선명 개칭.

## 사진

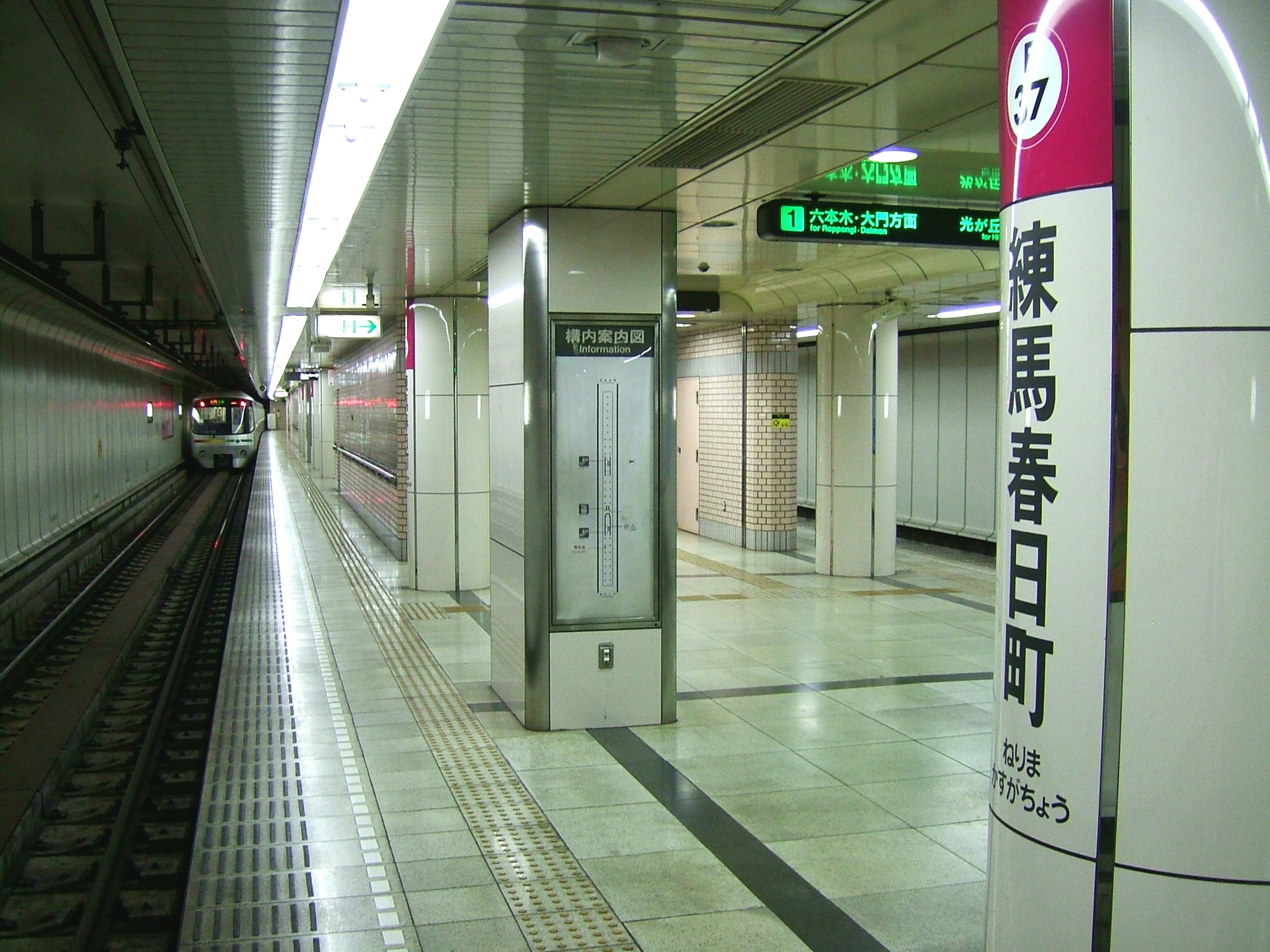
승강장(2008년 3월 25일)

## 인접역
| 도쿄 도 교통국 오에도 선    | 도쿄 도 교통국 오에도 선 | 도쿄 도 교통국 오에도 선            |
| --------------------------- | ------------------------ | ----------------------------------- |
| E 36 도시마엔 도초마에 방면 | 오에도 선                | E 38 히카리가오카 히카리가오카 방면 |